# Муспель

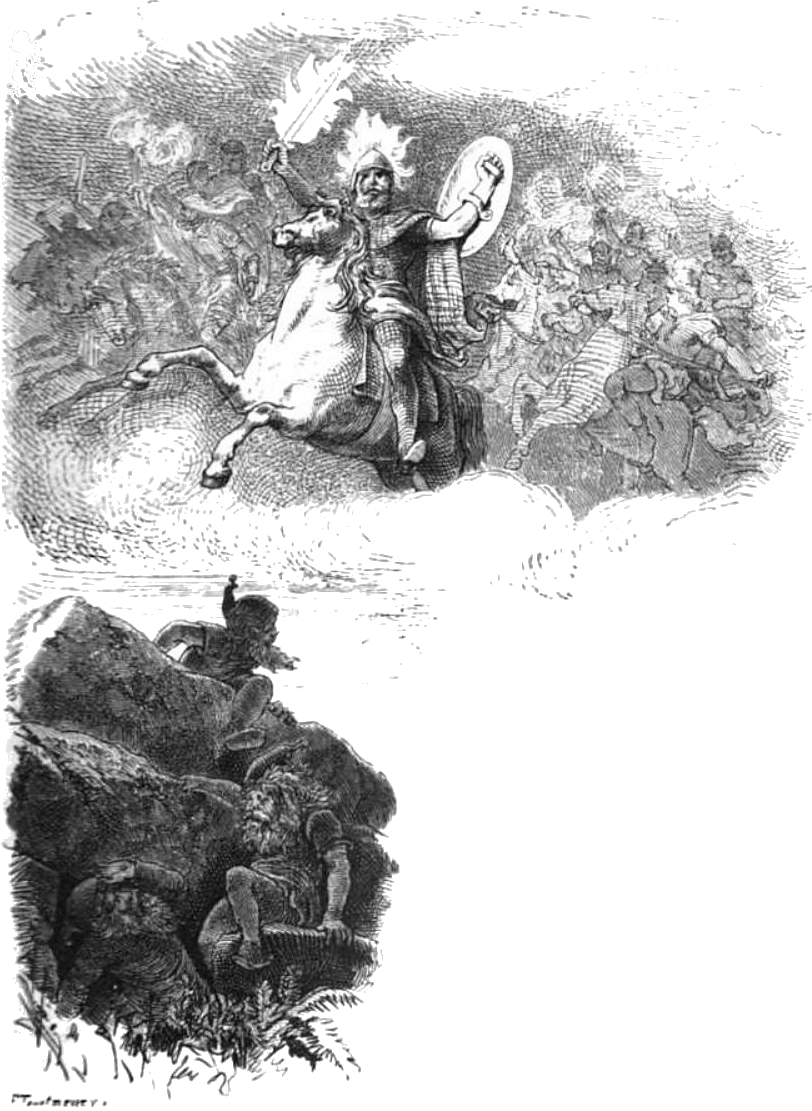
Муспель с огненным мечом

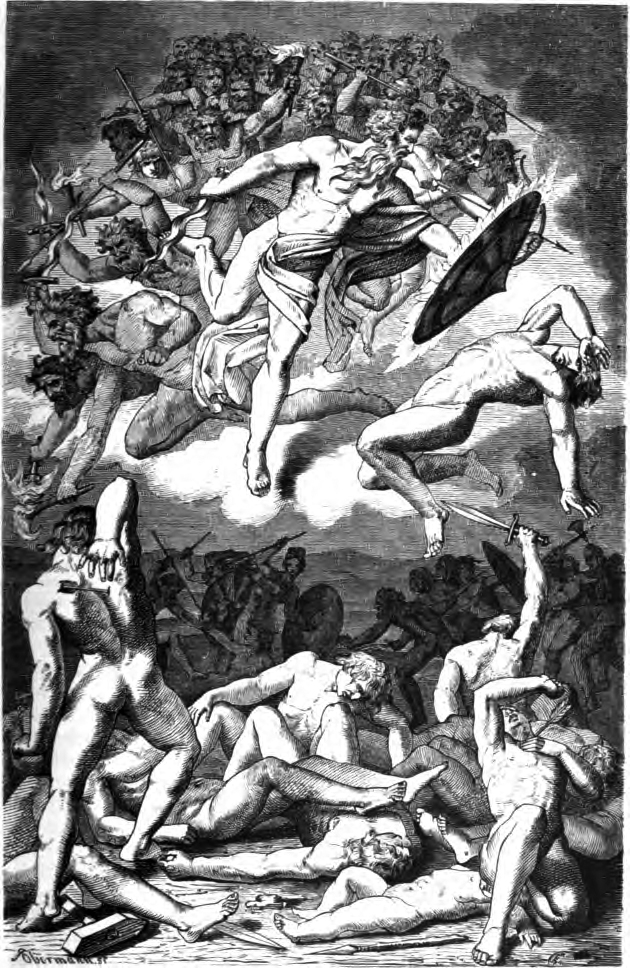
Карл Эренберг, Гибель богов

Муспель или Муспелль (древнесканд. Muspellr, др.-исл. Muspell) — персонифицированное в образе великана-ётуна пламя, имя мифологического существа в германо-скандинавской мифологии. Великан Муспель повелевает Муспельхеймом, он также идентичен мифологическому Сурту. Во время конечной битвы Рагнарёк он выступает как враг асов-богов и их созданий. Сыновья Муспеля (Muspellz synir) сражаются в это время на корабле мёртвых Нагльфар. Кроме этого, они разрушают небесный путь Биврёст во время скачки по нему (Gylfaginning, глава 13). Обитатели Муспельхейма (Muspellz lýđir) выступают вместе с Муспелем против богов в последней, всё решающей битве. Во время неё Огненный великан разжигает мировой пожар.

## Эдда
В северной мифологии отображена совершенная картина мироустройства, сферического по своей конструкции, на севере которого находится мир льда Niflheimr (Нибльхейм, «Тёмный мир»), и на юге мир огня Muspellzheimr. Между ними находится бездонная пропасть Ginnungagap (Гинунгагап, «Зияющий провал»). С Севера в неё отламываются льды глетчеров, а с Юга взлетают ввысь раскалённые огненные искры, плавящие льды. Так здесь зародились первые живые существа — великан Имир («Близнец») и пра-корова Аудумла («Безрогая» или «Богатая молоком»). Первые боги — Один, Ве и Вили — убили Имира и создали из его тела Вселенную, а из всё ещё взлетавших искр — звёзды.
Вновь рассказывается в Эддах о Муспеле лишь тогда, когда речь заходит о гибели этого мира, когда сыновья или «люди» Муспеля на Юге поднимают восстание против богов. Муспель является хозяином ладьи Наглфари, построенной из ногтей мертвецов, которым восставшие против асов-богов приплывают на место решающего сражения (Рагнарёк). Ладьёй, по легенде, будет править бог Локи. Как властелин Муспельхейма, Муспель зовётся великаном Суртом, и защищает свои владения огненным мечом, сверкающим ярче Солнца. С этим мечом он вступает в битву с богами и в конце-концов сжигает весь мир своим огнём, в связи с чем Мировой пожар также обозначается как surtalogi.
В «Младшей Эдде» «сыны Муспелля» во время Рагнарёка скачут по радужному мосту Биврёст, и мост под ними проваливается. Их кони переплывут великие реки и помчатся дальше. «Добрый мост Биврёст, но ничто не устоит в этом мире, когда пойдут войною сыны Муспелля.»
Снорри Стурлусон связывает с Муспеллем (возможно отождествляет с ним) огненного великана Сурта. В то же время в «Прорицании вёльвы» говорится, что Сурт едет с юга, тогда как «дети Муспелля» прибывают с востока.

## Толкование термина
На староверхненемецком и старосаксонском языках слова mutspelli или muspilli означают «Страшный Суд» или «Конец Света в пламени». Снорри Стурлусон в своей «Космогонии» мир огня (Muspellzheimr, «Muspelheim») определяет находящимся в противоположной части от мира льда (Niflheim) Вселенной.